# Рыдрынейвеем
Рыдрынейвеем — река на Дальнем Востоке России. Протекает по территории Чаунского района Чукотского автономного округа. Длина реки — 10 км.
Названа по близлежащей горе, в переводе с чукот. Рытрыӈэйвээм — «река у морошечной горы».
Берёт истоки между горами Плоская и Острая Сопка (массив Пылвынгынуйвын), протекает в северо-восточном направлении по территории Чаунской низменности, впадает в Линлинейвеем справа.
В Рыдрынейвеем впадает несколько пересыхающих безымянных ручьёв.

## Топографические карты
- Лист карты R-59,60 Певек.  Масштаб: 1 : 1 000 000. Издание 1986 г.